# NGC 4883
NGC 4883 este o galaxie lenticulară situată în constelația Părul Berenicei. A fost descoperită în 22 aprilie 1865 de către Heinrich Louis d'Arrest. Se află la o distanță de 96,83 de megaparseci de Pământ.